# Gryllus (geslacht)
Gryllus is een geslacht van rechtvleugeligen uit de familie krekels (Gryllidae). De wetenschappelijke naam is gepubliceerd in 1758 door Linnaeus in de tiende editie van Systema naturae.

## Soorten
Het geslacht omvat de volgende soorten:
- Gryllus abditus Otte & Peck, 1997
- Gryllus abingdoni Otte & Peck, 1997
- Gryllus abnormis Chopard, 1970
- Gryllus alexanderi Otte & Cowper, 2007
- Gryllus alogus Rehn, 1902
- Gryllus amarensis Chopard, 1921
- Gryllus ambulator Saussure, 1877
- Gryllus argenteus Chopard, 1954
- Gryllus argentinus Saussure, 1874
- Gryllus arijua Otte & Perez-Gelabert, 2009
- Gryllus armatus Scudder, 1902
- Gryllus assimilis Fabricius, 1775
- Gryllus ater Walker, 1869
- Gryllus barretti Rehn, 1901
- Gryllus bellicosus Otte & Cade, 1984
- Gryllus bermudensis Caudell, 1903
- Gryllus bicolor Saussure, 1874
- Gryllus bimaculatus De Geer, 1773
- Gryllus braueri Karny, 1910
- Gryllus brevecaudatus Chopard, 1961
- Gryllus brevicaudus Weissman, Rentz, Alexander & Loher, 1980
- Gryllus bryanti Morse, 1905
- Gryllus campestris Linnaeus, 1758
- Gryllus capitatus Saussure, 1874
- Gryllus carvalhoi Chopard, 1962
- Gryllus cayensis Walker, 2001
- Gryllus chaldeus Uvarov, 1922
- Gryllus chappuisi Chopard, 1938
- Gryllus chichimecus Saussure, 1897
- Gryllus cohni Weissman, Rentz, Alexander & Loher, 1980
- Gryllus comptus Walker, 1869
- Gryllus conradti Bolívar, 1910
- Gryllus contingens Walker, 1869
- Gryllus darwini Otte & Peck, 1997
- Gryllus debilis Walker, 1871
- Gryllus firmus Scudder, 1902
- Gryllus fultoni Alexander, 1957
- Gryllus fulvipennis Blanchard, 1851
- Gryllus galapageius Scudder, 1893
- Gryllus genovesa Otte & Peck, 1997
- Gryllus insularis Scudder, 1876
- Gryllus integer Scudder, 1901
- Gryllus isabela Otte & Peck, 1997
- Gryllus jallae Giglio-Tos, 1907
- Gryllus jamaicensis Walker, 2009
- Gryllus kapushi Otte, 1987
- Gryllus krugeri Otte, Toms & Cade, 1988
- Gryllus lineaticeps Stål, 1861
- Gryllus locorojo Weissman & Gray, 2012
- Gryllus luctuosus Bolívar, 1910
- Gryllus madagascarensis Walker, 1869
- Gryllus mandevillus Otte & Perez-Gelabert, 2009
- Gryllus marchena Otte & Peck, 1997
- Gryllus maunus Otte, Toms & Cade, 1988
- Gryllus maximus Uvarov, 1952
- Gryllus meruensis Sjöstedt, 1910
- Gryllus miopteryx Saussure, 1877
- Gryllus multipulsator Weissman, 2009
- Gryllus mundus Walker, 1869
- Gryllus mzimba Otte, 1987
- Gryllus namibius Otte & Cade, 1984
- Gryllus nyasa Otte & Cade, 1984
- Gryllus opacus Chopard, 1927
- Gryllus ovisopis Walker, 1974
- Gryllus parilis Walker, 1869
- Gryllus pennsylvanicus Burmeister, 1838
- Gryllus personatus Uhler, 1864
- Gryllus peruviensis Saussure, 1874
- Gryllus pinta Otte & Peck, 1997
- Gryllus quadrimaculatus Saussure, 1877
- Gryllus rixator Otte & Cade, 1984
- Gryllus rubens Scudder, 1902
- Gryllus scudderianus Saussure, 1874
- Gryllus sibiricus Chopard, 1925
- Gryllus signatus Walker, 1869
- Gryllus subpubescens Chopard, 1934
- Gryllus texensis Cade & Otte, 2000
- Gryllus urfaensis Gumussuyu, 1978
- Gryllus veletis Alexander & Bigelow, 1960
- Gryllus vernalis Blatchley, 1920
- Gryllus vicarius Walker, 1869
- Gryllus vocalis Scudder, 1901
- Gryllus zaisi Otte, Toms & Cade, 1988
- Gryllus rhinoceros Gorochov, 2001
- Gryllus zambesi Saussure, 1877